# Karl Haas
Karl Haas, nome alla nascita Karl Wilhelm Jacob Haas (Karlsruhe, 27 dicembre 1900 – Londra, 7 luglio 1970), è stato un musicista, musicologo e direttore d'orchestra tedesco.

## Biografia
Studiò al Classical College, poi alle Università di Monaco di Baviera ed Heidelberg; il suo primo lavoro fu al Teatro Dumont di Düsseldorf; quindi come consulente musicale per le stazioni radio di Karlsruhe e Stoccarda. Sfuggì alla persecuzione nazista contro gli ebrei e si stabilì in Gran Bretagna nel 1939. Lavorò come direttore musicale dell'Old Vic di Bristol, dove compose musiche di scena e partiture teatrali.
Karl era un appassionato della musica barocca e un suonatore di viola d'amore. Ha curato opere di Cherubini, Boccherini, Dittersdorf, Händel, Haydn ed altri.
Nel 1941 fondò il London Baroque Ensemble, che fece il suo debutto pubblico nel 1943 e continuò a suonare fino al 1966. Tra i membri dell'Ensemble tra il 1952 e il 1954 c'erano Sidney Sutcliffe, Terence MacDonagh, Natalie James (alias Natalie Caine), Roger Lord all'oboe, Frederick Thurston, Jack Brymer, Gervase de Peyer, Basil Tschaikov al clarinetto, Cecil James, Paul Draper, Edward Wilson ai fagotti, James O'Loughlin al contrabbasso, Dennis Brain, Neill Sanders, Ian Beers al corno, Vivian Joseph (violoncellista) al violoncello e James Merritt al contrabbasso. Accompagnavano i tastieristi Lionel Salter, Charles Spinks e George Malcolm in opere di J. S. Bach e C. P. E. Bach. Realizzarono numerose registrazioni di Handel, Bach e Boyce, alcune prodotte da George Martin.
Secondo Basil Tschaikov Karl Haas era un bravo strumentista ma un cattivo direttore. Ciò fu evidenziato quando suonava la Sonatina No 2 di Richard Strauss per la BBC in due occasioni, in quanto la seconda era di gran lunga la migliore. La differenza fu attribuita ad una caduta che fece dopo la prima, che gli lasciò le braccia fasciate.
Una registrazione contenente la Serenata di Dvořák in re minore op. 44, la Serenata n. 11 in Mi bemolle di Mozart, K.375 e la Serenata n. 12 in Do minore, K.388/384a è disponibile sull'etichetta Testament. Altre registrazioni del London Baroque Ensemble furono fatte sull'etichetta Westminster, ora parte della Deutsche Grammophon, Parlophone, Decca e Pye.
Al momento della sua morte aveva lavorato a un libro di 300 anni di musica militare.